# Исидор Николић-Џавер
Исидор Пл. Николић-Србоградски (Џавер) (Србобран, 4. фебруар 1805 — 14. фебруар 1862) је био српски политичар.

## Биографија
Рођен је у породици Симеона - Симе и Ане Николић, и потиче из старе племићке србобранске породице Џавер, која је племенита од 1. марта 1751. године. Предикат Србоградски породица носи од добијања племства, по Србобрану који се тада звао Србоград. Потписивао се Исидор 1861. године као племић од Србограда.
Након завршене гимназије у Сентомашу, наставио је студије филозофије и права у Сегедину, Печују и Пешти. По другом извору студирао је у Пожуну филозофију (1822-1824) и права (1824-1826).
Као адвокат ступио је у службу у жупанији у Сомбору. Године 1835. он је адвокат мађарског права, бележник Бачког комунитета и члан Сремског судског већа. За секретара намесничког већа у Будиму постављен је 1843. године. Био је посланик на црквено-народним саборима у Карловцима 1837. и 1842. године, а 1843. године прихватио је дужност секретара Угарског намесничког већа. Као царско-краљевски повереник именован је 1849. године за врховног жупана у Бачкој и Торонталској жупанији и Вршачком округу. Преселио се тада у Сомбор где ће обављати свој посао. На тој функцији је остао све до 1852; а потом, по укидању великог жупанства, постављен је за губеријалног саветника (1852—1853). Пензионисан је као врховни комесар бачког, вршачког и торонталског окружја.
Његове велике заслуге за српски народ су пале у заборав, због неприхватања од стране Милетића и омладине. По њима је он био аустрофил и конзервативан. Компромитовао се 1852. године као аутор оде  - аустријском цару Францу Јосифу. Био је почасни члан Матице српске од 1847. године, када је уплатио прописан прилог. Објавио је тим поводом пригодни чланак децембра 1847. године, под насловом "Мила Матице сербска", у Српском народном листу у Пешти.
У браку са Аном имао је два сина: Владислава и Исидора.
Умро је на Сретење 1862. године у Сомбору, где је до тада живео.

## Каријера
Николић се на положају великог жупана нашао у тешко и смутно време. У тадашњој пост-револуционарној Аустро-угарској монархији почела се спроводити политика бруталног сузбијања српског народног духа и насилног увођења немачког језика. Одмах по свом намештењу суочио се са многобројним акутним проблемима, чије се решавање није могло одлагати. Као последица ратних дејстава и слома Револуције у народу је завладала велика немаштина и глад; ситуацију је додатно погоршало ширење марвене куге, као и додатни намети за издржавање царско-краљевске војске. Становништво је масовно умирало. Сагледавајући тежину и размере ситуације, у којој се српски живаљ нашао, Николић је без сагласности и консултовања Владе и Цара, о државном трошку набавио и доставио народу велике количине хране и жита. Тиме је спречио катастофу. Издејствовао је обнављање око 18.000 порушених кућа и неколико цркава, од којих је једна у његовом родном Србобрану. Поред ње, међу обновљеним црквама, достојне помена су црква у Чуругу и у Бечеју.
Био је наочит човек, висок и крупан Бачванин, патриота, човекољубив и праведан. Своје Србобранце је због њиховог јунаштва изузетно уважавао и волео. За време Мађарске буне (1848—1849), после пада Србобрана (Сентомаша) православни храм Светог Богојављења Господњег у Србобрану био је до темеља порушен и спаљен а тадашње гробље преорано... Док су се згаришта спаљених кућа још димила Исидор је као царски изасланик стигао у Србобран. Србобранци су га дочекали са одушевљењем и надом. О овоме сведочи потресан говор који је при дочеку одржао извесни Манојловић. Текст овога говора, који је иначе написан на словеносрпском језику, чува се у историјском архиву Црквене Општине у Србобрану. Исидор је на рушевинама храма одржао потресан говор и обећао да ће се заложити и издејствовати код аустријског цара Фрање Јосифа Првог, који му је иначе био је лични пријатељ, да се у храм поново изгради, још већи и лепши. Ово обећање је, као што је споменуто и одржао. Поред сагласности и новчане помоћи коју је измолио од цара и сам је био велики ктитор и добротвор храма, о чему сведочи грб породице Николић, насликан у четири угла олтарске апсиде тада новоизграђеног храма; који и дан данас тамо стоје.
Међу великим противницима са којима је успешно успевао да изађе на крај у очувању српских интереса био је краљевски војни комесар Карл Латиновић, помађарени Буњевац, бивши поджупан Бачке, ватрени присталица мађарских револуционарних идеја и Кошутове шовинистичке и сепаратистичке политике. Он је био веома активан и нимало безопасан у свом подривачком и антисрпском делању; стога је Николић благовремено реаговао, блокирајући њихове акције, разрешивши Латиновића дужности краљевског комесара и протеравши га из Сомбора. Тиме је умањио његов штетан утицај на више слојеве мађарског и буњевачког грађанства и онемогућио његово даље деловање против српских интереса.
Служећи свом српском народу стизао је да се бави и књижевношћу. У 100. и 101. броју Летописа Матице српске издао је Штатистику бачких православних парохија из 1733. године. Матица српска му је издала књигу: Цар Лазар или паденије сербског царства - жалостна игра (1835), а написао је и следеће књиге:
- Приликом закљученија Сербског Сабора (1837)
- Спомен народа Сербског у бизантијским списатељима (1843)
- Војводство Срба Аустријских (1849) (књига у ПДФ формату)

као и оне од којих су неке објављене у Летописима Матице српске, Народном листу и Седмици. Песме је често писао на латинском језику, као и прву из студентских дана. Позната је његова ода на смрт пријатеља пештанског адвоката и новинара Теодора Павловића - Плач над гробом... (1854). Пред смрт је намеравао да покрене свој политички лист Душан у Пешти, који би радио у "монархистичко-аристократско-демократском правцу", али није добио потребну подршку. Чак шта више, Ђура Поповић и други су га чак нападали због тога.
Његово Отворено писмо је добра илустрација саборских захтева и тадашњих националних стремљења српског народа у Угарској ка слободи и националним правима.